# Ainet
Ainet è un comune austriaco di 906 abitanti nel distretto di Lienz, in Tirolo. Il 1º aprile 1939 ha inglobato i comuni soppressi di Alkus, Gwabl e Schlaiten (quest'ultimo tornato autonomo il 1º gennaio 1949).